# 李赫男
李赫男（1943年—），浙江宁波人，中国女子乒乓球运动员和教练员。她曾获得1965年世界乒乓球锦标赛女子团体金牌和女子双打铜牌。